# كارلو دي لييو
كارلو دي لييو (بالهولندية: Carlo de Leeuw)‏ هو لاعب كرة قدم هولندي في مركز نصف الجناح، ولد في 12 ديسمبر 1960 في روتردام في هولندا، وتوفي في 13 فبراير 2020 في فالكنسفارد في هولندا. لعب مع فاينورد.